# 시모오가와촌 (이바라키현)
시모오가와촌(下小川村)은 이바라키현 구지군에 일찍이 존재했던 촌이다.

## 지리
- 현재의 히타치오미야시 북부, 다이고정 남부에 해당한다.
- 촌 중앙에는 쿠지강이 흐르고 있다.
- 촌의 대부분은 산지로 이루어져 있다.

## 역사
- 1889년 4월 1일 - 정촌제 시행에 의해 구지군 시모오가와촌이 성립하였다.
- 1955년 3월 31일 - 다이고정, 후쿠로다촌, 미야카와촌, 사하라촌, 구로사와촌, 나미세촌, 요리가미촌, 가미오가와촌의 일부와 합병해 다이고정이 성립하였고, 데루야마, 오구라는 히타치오미야시에 편입되어, 시모오가와촌은 소멸하였다.
- 2004년 10월 16일 - 나카군 오미야 정이 나카 군 야마카타 정, 미와 촌, 오가와 촌, 히가시이바라키군 고젠야마 촌의 4정촌을 편입, 합병해 정의 이름을 히타치오미야 정으로 바꿨다. 동시에 시로 승격해 히타치오미야 시가 되었다.

## 인구
| 1889년 | 2,315 |
| 1891년 | 2,390 |
| 1920년 | 2,944 |
| 1935년 | 3,220 |
| 1950년 | 4,041 |

## 교통

### 철도
- 일본국유철도 (→동일본 여객철도)
  - 스이군선

### 도로
- 2급국도
  - 국도 118호선

## 참고문헌
- 角川日本地名大辞典編纂委員会『角川日本地名大辞典 8 茨城県』、角川書店、1983年 ISBN 4-04-001080-9